# Gunnar Fischer
Erling Gunnar Emil Fischer (Ljungby, 18 de novembro de 1910 - Bromma, 11 de junho de 2011) foi um fotógrafo de cinema, diretor e escritor sueco.
Era filho de Greta Lokrantz e Gunnar Fischer. Estudou pintura para Otto Sköld antes de se juntar à Marinha Sueca por 3 anos. Sua paixão pelo cinema levou-o ao Svensk Filmindustri, onde aprendeu cinematografia com o fotógrafo de Victor Sjöström, Julius Jaenzon. Atuando como assistente de câmera em 16 longas-metragens, ele fez sua estréia como diretor de fotografia em 1942.
Ele é conhecido por seu trabalho com os diretores Bergman e Carl Theodor Dreyer (Duas Pessoas, 1945), além de trabalhar com Walt Disney, Fischer recebeu um prêmio honorário Guldbagge por sua realização em 2002, assim como o Prêmio Ingmar Bergman. em 1992. Sua primeira colaboração com Bergman foi no melodrama Port of Call (1948), uma parceria que continuou até The Devil's Eye (1960). Fischer foi citado dizendo que os dois nunca foram "servos de reverência" um do outro, mas sua admiração por Bergman permaneceu firme: "Eu me senti privilegiado em colaborar com Bergman".